# Réveillon (Loir)
Der Réveillon ist ein Fluss in Frankreich, der im Département Loir-et-Cher in der Region Centre-Val de Loire verläuft. Er entspringt im Ortsgebiet von Oucques (Gemeinde Oucques La Nouvelle), entwässert generell in westlicher Richtung und mündet nach rund 20 Kilometern an der Gemeindegrenze von Meslay und Saint-Firmin-des-Prés als linker Nebenfluss in den Loir.

## Orte am Fluss
(Reihenfolge in Fließrichtung)
- Oucques, Gemeinde Oucques La Nouvelle
- Épiais
- La Chapelle-Enchérie
- La Cigogne, Gemeinde Rocé
- Chanteloup, Gemeinde Renay
- La Grapperie, Gemeinde Saint-Firmin-des-Prés
- Les Dérompées, Gemeinde Meslay